# Prognathodes
Prognathodes là một chi cá biển thuộc họ Cá bướm. Những loài trong chi này được tìm thấy ở vùng biển nhiệt đới của ba đại dương là Đại Tây Dương, Ấn Độ Dương và Thái Bình Dương.

## Từ nguyên
Từ prognathodes được ghép bởi ba âm tiết trong tiếng Hy Lạp cổ đại, tiền tố pró (πρό; "phía trước"), gnáthos (γνάθος; hàm) và oīdēs (ειδής; "giống như"), hàm ý có lẽ đề cập đến phần mõm dài và nhọn của P. aculeatus.

## Các loài
Có 13 loài được công nhận trong chi này, bao gồm:
- Prognathodes aculeatus (Poey, 1860)
- Prognathodes aya (Jordan, 1886)
- Prognathodes basabei Pyle & Kosaki, 2016[5]
- Prognathodes brasiliensis Burgess, 2001
- Prognathodes carlhubbsi Nalbant, 1995
- Prognathodes dichrous (Günther, 1869)
- Prognathodes falcifer (Hubbs & Rechnitzer, 1958)
- Prognathodes geminus Copus, Pyle, Greene & Randall, 2019[6]
- Prognathodes guezei (Maugé & Bauchot, 1976)
- Prognathodes guyanensis (Durand, 1960)
- Prognathodes guyotensis (Yamamoto & Tameka, 1982)
- Prognathodes marcellae (Poll, 1950)
- Prognathodes obliquus (Lubbock & Edwards, 1980)

## Sinh thái học
Các thành viên trong chi Prognathodes thường sống trên các rạn viền bờ ở vùng nước khá sâu, và có thể được tìm thấy ở độ sâu lớn hơn 100 m. Thức ăn chủ yếu của chúng là các loài thủy sinh không xương sống.